# Michael Pertwee
Michael Pertwee (24 de abril de 1916 – 17 de abril de 1991) fue un dramaturgo y guionista de nacionalidad británica. 
Nacido en Londres, Inglaterra, entre sus créditos figuran guiones de episodios de las series televisivas El Santo, Cita con la muerte, Alfred Hitchcock presenta, B-And-B, Ladies Who Do, Hong-Kong, así como de otras muchas producciones cinematográficas y televisivas.
Su hermano fue Jon Pertwee, conocido por su trabajo en Doctor Who. Su padre había sido Roland Pertwee, un notable guionista y escritor de las décadas de 1910 a 1950. Pertwee era primo de Bill Pertwee, un actor de carácter, y tío del actor Sean Pertwee.
Michael Pertwee falleció en Londres en 1991.

## Selección de su filmografía
- The Interrupted Journey (1949)
- Laughter in Paradise (1951)